# Christoph Flurheim
Christoph Flurheim (auch Christophorus Flurheym, Flurhayn, Flurhain; * in Kitzingen; † im 16. Jahrhundert) war ein Lateinschullehrer und theologischer Schriftsteller. Er verfasste eine antilutherische Schrift und veröffentlichte mehrere Missale.

## Leben
Christoph Flurheim wurde zu Beginn des 16. Jahrhunderts in Kitzingen geboren. Während seiner ersten Lebensjahre begannen die konfessionellen Auseinandersetzungen auch seine Geburtsstadt zu erreichen, 1530 wurde von den Ansbacher Markgrafen in Kitzingen die lutherische Konfession eingeführt. Die Familie des Christoph Flurheim gehörte zur städtischen Oberschicht. Mit dem Kaufmann Oswald Flurheim († 1545) und seinen Kindern, darunter einem anderen Christoph Flurheim ist die Familie noch in der zweiten Hälfte des 16. Jahrhunderts in Kitzingen nachweisbar. Nach dem frühen Tod der Eltern kam Christoph Flurheim als Mündel in die Familie des Notars und Händlers Christof Hagen, der vielleicht bereits als Taufpate fungiert hatte.
Im Jahr 1515 kann Flurheim an der Universität Leipzig nachgewiesen werden. Drei Jahre später trat er in der Stadt bereits als Baccalaureus in Erscheinung. Anschließend übernahm er das Rektorat der Lateinschule in Jena. Wenige Jahre später kehrte Flurheim in seine Geburtsstadt zurück, 1522 ist er als „lateinischer Schulmeister“ an der dortigen Lateinschule in den Quellen erfasst. Flurheim wurde in dieser Umbruchszeit zu einem Gegner der Reformation. In der Folge musste er Kitzingen bald wieder verlassen. 1526 führte er seine akademischen Studien in Leipzig weiter fort und promovierte zum Magister. Ein Jahr später wurde Christoph Flurheim in Merseburg zum Priester geweiht. Er veröffentlichte in dieser Zeit mit einem deutschsprachigen Missale auch sein Hauptwerk. Christoph Flurheim kann letztmals in den 1530er Jahren nachgewiesen werden.

## Werke (Auswahl)
Zwischen 1528 und 1529 entstand im Auftrag des Grafen Ernst II. von Mansfeld-Heldrungen ein Missale, das große Bedeutung für die katholische Publizistik der Reformationszeit besitzt. Es gilt als ältestes vollständiges Messbuch in deutscher Sprache und beeinflusste in der Folge mehrere andere Werke. Dabei beruhte die Arbeit Flurheims auf der von Hieronymus Emser vorgenommenen Übersetzung des Neuen Testaments und dem sogenannten Plenarium des Adam Petri aus dem Jahr 1514. Das Missale erlebte mehrere Neuauflagen, so wurde es 1563 in Augsburg neu herausgegeben. Im Jahr 1571 erschien es nochmals in Dillingen.
- Alle Kirchen gesang vnd gebeth des gantzen iars von der heyligen Christlichen Kirchen angenommen [...]. Thanner, Leipzig 1529.